# 法國的加彭人
法國的加彭人，是指生活和工作在法國的加彭人和他們的後裔，人口大概20000人。

## 歷史
第一批加彭人在70年代來到法國，屬於第二波來自黑非洲的移民，但人數上比鄰國扎伊爾，剛果共和國和喀麥隆少。